# FPÖ Salzburg
Die FPÖ Salzburg (auch Die Salzburger Freiheitlichen) ist die Landesorganisation der Freiheitlichen Partei Österreichs (FPÖ) im österreichischen Bundesland Salzburg. Seit der Landtagswahl 2023 ist sie mit zehn Abgeordneten im Salzburger Landtag und in der Landesregierung Haslauer jun. III bzw. der Landesregierung Edtstadler mit drei Landesräten vertreten. Sie wird teilweise als rechtsextrem eingestuft.

## Ausrichtung
In der Vergangenheit wurde die Teilnahme von FPÖ-Politikern an Demonstrationen der rechtsextremen Identitäre Bewegung kritisiert. Der Spiegel bezeichnete den Landesverband als rechtsradikal, die FPÖ Salzburg inserierte in dem rechtsextremen Magazin Info-direkt.

## Landesparteiobleute

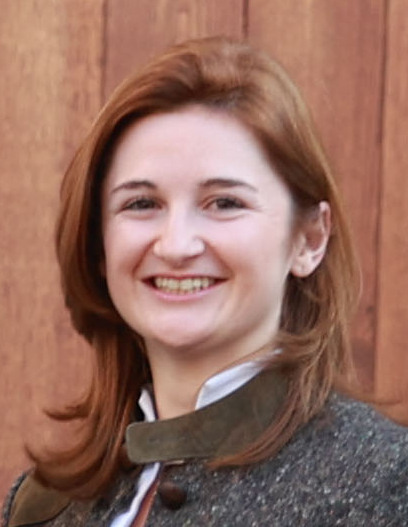
Marlene Svazek, seit 2016 Landesparteiobfrau der FPÖ Salzburg

- Gustav Zeillinger (1956 – 13. Jänner 1965)
- Walter Leitner (13. Jänner 1965 – 23. November 1975)
- Waldemar Steiner (ab 23. November 1975 – 1982)
- Sepp Wiesner (1982–1985)
- Friedhelm Frischenschlager (1985–1987)
- Volker Winkler (1987–1992)
- Karl Schnell (ab 1992 – 16. November 2013 mit kurzer Unterbrechung 1998; ab 2015 Freie Partei Salzburg)
- Rupert Doppler (16. November 2013 – 9. Juni 2015)
- Andreas Schöppl (ab 9. Juni 2015)
- Marlene Svazek (seit 9. Juni 2016)[4]

## Landtagswahlergebnisse
| Landtagswahlergebnisse | Landtagswahlergebnisse | Landtagswahlergebnisse | Landtagswahlergebnisse |
| Jahr                   | Stimmen                | Sitze                  | Spitzenkandidat        |
| ---------------------- | ---------------------- | ---------------------- | ---------------------- |
| 1949                   | 18,54 %                | 5                      |                        |
| 1954                   | 13,18 %                | 4                      |                        |
| 1959                   | 16,13 %                | 5                      |                        |
| 1964                   | 11,84 %                | 4                      |                        |
| 1969                   | 18,00 %                | 6                      | Walter Leitner         |
| 1974                   | 15,47 %                | 5                      |                        |
| 1979                   | 13,27 %                | 5                      |                        |
| 1984                   | 8,73 %                 | 4                      |                        |
| 1989                   | 16,37 %                | 6                      | Volker Winkler         |
| 1994                   | 19,49 %                | 8                      | Karl Schnell           |
| 1999                   | 19,58 %                | 7                      | Karl Schnell           |
| 2004                   | 8,69 %                 | 3                      | Karl Schnell           |
| 2009                   | 13,02 %                | 5                      | Karl Schnell           |
| 2013                   | 17,03 %                | 6                      | Karl Schnell           |
| 2018                   | 18,84 %                | 7                      | Marlene Svazek         |
| 2023                   | 25,75 %                | 10                     | Marlene Svazek         |